# Jeanette Biedermann
Jeanette Biedermann (Bernau bei Berlin, 22 februari 1980) is een Duitse zangeres, actrice en stemactrice.

## Biografie
Al op 6-jarige leeftijd trad Jeanette Biedermann op in de DDR in het Kindercircus Lilliput als acrobate. Haar ouders Marion en Bernd Biedermann vluchtten met haar in de herfst van 1989 via de Ambassade van Duitsland in Tsjechië naar het westen. Na de middelbare school begon ze met een kappersopleiding bij Udo Walz, die ze echter beëindigde, nadat ze bij een casting was worden gekozen tot Bild-schlagerkoningin 1998. In het daaropvolgende jaar nam ze deel aan de voorronden van het Eurovisiesongfestival en plaatste ze zich met de song Das tut unheimlich weh op de vierde plaats.
Van juni 1999 tot maart 2004 speelde ze als Marie Balzer mee in de soap Gute Zeiten, schlechte Zeiten bij RTL. Parallel aan haar toneelcarrière bracht ze in november 2000 haar eerste album Enjoy uit. Er volgden de albums Delicious (2001), Rock My Life (2002), Break On Through (2003) en het kerstalbum Merry Christmas (2004). Terwijl de beide eerste albums eerder ondergebracht konden worden bij de bubblegum, bevatten de twee volgende albums meer rockende nummers.
Eind 2004 speelde ze in de Sat.1-tv-film Liebe ohne Rückfahrschein de danslerares Julia Behrendt. Ze accepteerde als actrice ook verschillende stemrollen, onder andere in de animatiefilm Ab durch die Hecke uit 2006. Daarnaast was ze in 2003 en 2004 jurylid in de Sat.1 castingshow Star Search. In 2005 kreeg ze voor Run with Me een Echo in de categorie 'Beste video nationaal'.
In april 2006 verscheen het album Naked Truth, waarvoor Biedermann bijna alle nummers zelf had geschreven. Naked Truth plaatste zich in de Duitse hitparade (#14), maar kon echter niet evenaren aan de successen van de voorgaande albums. In de zomer van 2006 verscheen de single Heat of the Summer, die zich plaatste in de top 50. De dvd Naked Truth Live at Bad Girls Club kon zich in de hitlijsten van de muziek-dvd's plaatsen op positie twee.
In 2006 was Biedermann van 25 oktober tot 29 november jurylid van de ProSieben-show Stars auf Eis. In januari 2007 speelde ze in de Radio Bremen-Tatort-aflevering Schwelbrand een hoofdrol als rockzangeres. Vanaf 25 augustus 2008 was ze als hoofdrolspeelster te zien van de Sat.1-telenovela Anna und die Liebe. Wegens de geplande Solitary-Rose-Tour trok ze zich daaruit terug op 2 maart 2010.
In 2009 verscheen het album Undress to the Beat, dat zich plaatste in de Duitse hitlijst (#13). De eerste gelijknamige single uit dit album werd in februari uitgebracht en plaatste zich in de Duitse (#6) en in de Oostenrijkse hitlijst (#20). In Zwitserland bereikte de single de top 50. De tweede single uit het album Material Boy (Don't Look Back) werd als gelimiteerde single in mei 2009 uitgebracht. Ze kon zich in Duitsland vijf weken lang handhaven in de top 50. De laatste single Solitary Rose uit het album plaatste zich in Duitsland en Oostenrijk in de top 15 en in Zwitserland in de top 50. Het lied werd door haar geadverteerd als onderdeel van de televisieserie Anna und die Liebe.
Vanaf de herfst 2010 tot januari 2012 was Biedermann weer present in Anna und die Liebe (derde en vierde seizoen) en bovendien in de ProSieben History-thriller Isenhart – Die Jagd nach dem Seelenfänger. In januari 2012 formeerde ze met de gitarist Jörg Weißelberg, met wie ze op 7 juli 2012 in zijn geboortestad Löbau in het huwelijksbootje stapte, en de bassist Christian Bömkes de band Ewig, wiens eerste single Ein Schritt weiter in augustus 2012 werd uitgebracht. In september 2014 bracht ze in duet met Andreas Gabalier de AC/DC-klassieker You Shook Me All Night Long uit voor een extra uitgave van diens album Home Sweet Home.
In 2019 werd de band Ewig ontbonden en Biedermann hield zich weer bezig met de solomuziek. In april 2019 verscheen de single Wie ein offenes Buch. Hier zingt ze opnieuw Duitstalig met lichte hiphop-invloeden. In 2019 nam ze deel aan het zesde seizoen van Sing meinen Song – Das Tauschkonzert. Daar presenteerde ze ook haar tweede single Deine Geschichten. Met dit lied verwerkte ze de dood van haar vader, twee jaar eerder. In mei 2019 verscheen het album van de show, waarop ze was vertegenwoordigd met zes songs.

## Theater
Sinds de herfst van 2013 is Biedermann ook actief als theateractrice. Haar podiumdebuut als Buhlschaft in een opvoering van Jederman oogstte vriendelijke kritieken. Ze speelde ook in Aufguss van René Heinersdorff, eerst in het Düsseldorfse Theater an der Kö, daarna in het Keulse Theater am Dom. In 2014 speelde ze in Tussipark in de Comödie Dresden de bruid Wanda. In de winter van 2014 speelde ze de rol van de engel in de musical Vom Geist der Weihnacht. In mei en juni 2015 representeerde ze de titelrol in Rita will's wissen in de Komödie im Marquardt in Stuttgart.

## Verdere activiteiten
Biedermann is sinds 2000 als vrijwilliger werkzaam voor het Duitse Rode Kruis. In het kader van het project Las Luces in Peru zet ze zich in voor een betere toekomst van straatkinderen. Van 2002 tot 2003 was ze JRK-ambassadrice en sinds 2003 is ze DRK-ambassadrice. In augustus 2011 ontving ze voor haar betrokkenheid de medaille van Verdienste van de Orde van Verdienste van de Bondsrepubliek Duitsland.
Van 2011 tot 2012 was Biedermann werkzaam voor de modefirma Jeans Fritz als ontwerpster, voor wie ze een eigen collectie ontwikkelde.

## Onderscheidingen
ECHO Pop
- 2001: voor Beste Artieste Nationaal
- 2005: voor Video National (Run with Me)

Bravo Otto
- 2000: Zilver in de categorie Beste tv-vertolkster
- 2001: Zilver in de categorie Beste tv-vertolkster
- 2002: Goud in de categorie Beste zangeres
- 2002: Zilver in de categorie Beste tv-vertolkster
- 2003: Goud in de categorie Beste zangeres
- 2003: Goud in de categorie Beste tv-vertolkster
- 2004: Zilver in de categorie Beste zangeres
- 2005: Brons in de categorie Beste zangeres

1 Live Krone
- 2002: voor Beste Artieste
- 2003: voor Beste Artieste

Goldene Kamera
- 2004: voor Pop National

European Top of the Pops Award
- 2002: voor Best German Act

Radio Regenbogen Award
- 2005: voor Rock National

Maxim
- 2003: Maxim – Woman of the Year 2003
- 2005: Maxim – Woman of the Year 2005

German Soap Award
- 2011: Beste Vertolkster Telenovela (Anna und die Liebe)

Verder
- 1998: Winnares van het Bild-Schlagerwettbewerbes
- 2002: Goldene Europa
- 2002: Speciale prijs van de SR1-Europawelle
- 2002: Goldener Fritz voor Populairste kinderster
- 2003: Mc Mega Music Award voor Artieste van het jaar
- 2004: Bunte – Glamourvrouw 2003
- 2005: Toggo Award in de categorie Populairste zangeres
- 2005: „Intercoiffeur Award 2005“
- 2006: FHM – Sexiest Woman in the World 2006
- 2010: Kid's Choice Award Schweiz in de categorie Populairste tv-ster
- 2010: CMA – Wild and Young Award (tv-film van het jaar Callgirl Undercover)
- 2011: Verdienstmedaille van de Bondssrepubliek Duitsland
- 2012: A1 Prima Award
- 2013: Wider die Gewalt – Award (voor sociale betrokkenheid in Peru/Lima)

## Filmografie
Films
- 2003: Hai-Alarm auf Mallorca
- 2004: Liebe ohne Rückfahrschein
- 2006: Tatort: Schwelbrand
- 2007: Die Märchenstunde – König Drosselbart
- 2008: Die Treue-Testerin – Spezialauftrag Liebe
- 2008: Dörte's Dancing
- 2010: Mein Song für dich
- 2010: Callgirl Undercover
- 2011: Isenhart – Die Jagd nach dem Seelenfänger
- 2015: Rosamunde Pilcher – Ghostwriter
- 2018: Das geheimnisvolle Album - Ein Rockmärchen

tv-series
- 1999–2004: Gute Zeiten, schlechte Zeiten, (afleveringen 1744–2686, 2830–2931 en een special)
- 2004: Happy Friday
- 2007: Experiment Inkognito
- 2006: Pastewka - Der Werbetrailer (seizoen 2)
- 2007: Der Comedy-Flüsterer, 3 afleveringen
- 2008, 2009: Die Comedy-Falle, 3 afleveringen
- 2008–2012: Anna und die Liebe, 692 afleveringen (aflevering 1–384, 564–870; gastoptreden: aflevering 387, 418 en 5 specials)
- 2012: Heiter bis tödlich: Hauptstadtrevier - Die Doppelgängerin (seizoen 1)

- 2012: Ein Sofa in Berlin (gastoptreden)
- 2021: SOKO Stuttgart - Mein anderes ich (seizoen 12)
- 2021: Notruf Hafenkante - Crash (seizoen 16)
- 2022: Die Comedy Märchenstunde - Rotkäppchen & der grüne Wolf (seizoen 2)
- 2023: Gefragt – Gejagt (promispecial)
- 2023: Die Heiland: Wir sind Anwalt - Im Rampenlicht

Stemrollen
- 2001: Der kleine Eisbär
- 2002: South Park (3 afleveringen)
- 2005: Im Rennstall ist das Zebra los (Racing Stripes)
- 2006: Ab durch die Hecke (Over the Hedge)
- 2008: Winx Club - Das Geheimnis des verlorenen Königsreich (als Bloom)